# Ahmed Mahsas
Ahmed Mahsas, aussi connu sous le nom de guerre d'Ali Mahsas, né le 17 novembre 1923 à L'Alma (actuelle Boudouaou, wilaya de Boumerdès) et mort le 24 février 2013 à Djasr Kasentina (wilaya d'Alger), est un militant nationaliste et homme politique algérien, et l'un des fondateurs de la Fédération de France, branche française du Front de libération nationale, puis, après l'indépendance, ministre de l'Agriculture de 1963 à 1966 et membre du Conseil de la Révolution de 1965 à 1966.

## Biographie
Né à Alma (actuelle Boudouaou à 35 km à l'est d'Alger), Ahmed Mahsas quitte cette région pour Alger. En 1940, il entre au Parti du peuple algérien (PPA) de Messali Hadj dans la section de Belcourt.
Après la Seconde Guerre mondiale, il fait partie de l'Organisation spéciale du PPA-MTLD et devient membre du comité central et dirige la wilaya de Constantine. En 1950, au moment du démantèlement de l'OS par la police, il est condamné à cinq ans de prison pour complicité dans l'attaque de la poste d'Oran, mais s'évade de la prison de Blida en mars 1952 avec Ahmed Ben Bella. Ahmed Mahsas se réfugie en France sous une fausse identité : Haouassi M'Barek, étudiant en langues orientales.
Au début de 1954, alors que le MTLD connaît un conflit grave entre « messalistes » et « centralistes », il est avec Mourad Didouche un des proches de Mohamed Boudiaf, responsable de la Fédération de France du MTLD; à Paris, tous trois élaborent un projet de parti véritablement révolutionnaire, que Boudiaf et Didouche vont réaliser en Algérie avec d'autres anciens de l'OS, sous l'appellation de Comité révolutionnaire d'unité et d'action (CRUA), puis de Front de libération nationale (FLN) ; Mahsas est réservé par rapport à la création du CRUA, ce qui lui vaudra une certaine rancune de la part de Boudiaf et expliquerait son absence du groupe déclencheur de la lutte armée ; l'organisation à peine créée lance la lutte armée le 1er novembre 1954, jour de la « Toussaint rouge ».
Ahmed Mahsas reste d'abord en France, avec la mission de pousser les militants du MTLD à suivre le CRUA, puis le FLN; il est l'un des fondateurs de la Fédération de France du FLN.
Au printemps 1955, il quitte la France pour rejoindre Le Caire où est installée la délégation extérieure du FLN. Par la suite, il devient délégué politico-militaire dans l’Est algérien, chargé de veiller à l'approvisionnement des maquis en armes, puis, dans l'espoir de résoudre des différents avec la direction du Comité de coordination et d'exécution (CCE) issu du congrès de la Soummam, il est désigné  membre suppléant  au Conseil national de la Révolution algérienne (CNRA). Au printemps 1957, Amar Ouamrane est finalement chargé de le combattre et Mahsas échappe à une exécution probable en se réfugiant en Allemagne.
Également membre du bureau politique et secrétaire du FLN, il est nommé, après l’indépendance, ministre de l’Agriculture et de la Réforme agraire dans le gouvernement de Ben Bella. Il est élu député lors des élections législatives de 1964. Après la prise du pouvoir de Houari Boumédiène en juin 1965, il entre au Conseil de la Révolution, mais se trouve rapidement en désaccord avec le nouvel homme fort du pouvoir algérien et s’exile en France en 1966. Il ne rentre à Alger qu'en 1981, deux ans après la mort de Boumédiène.
À l'avènement du multipartisme en Algérie, amorcé à la suite du soulèvement populaire du 5 octobre 1988, il fonde un parti politique : l'Union des forces démocratiques (UFD), un parti, qui n'a pas pu développer une assise populaire et disparaitra du paysage politique algérien peu après.
Il fut membre du tiers présidentiel du sénat algérien du 24 juin 2001 jusqu'à sa mort, il sera nommé à la tète de la commission nationale de lutte contre la corruption en 2007 et en 2013, 
Il meurt le 24 février 2013 à l'hôpital militaire d'Aïn Naâdja à Djasr Kasentina dans la banlieue d'Alger. Ahmed Mahsas est inhumé au cimetière d'El Alia.